# Drömvinsten
Drömvinsten är ett spel från Svenska Spel, där det gäller att pricka in 7 rätt på Lotto och minst 2 rätt på Joker. Den som lyckas med det vinner 25 miljoner kronor. Innan hösten 2025 så var vinsten obegränsad och bestod av en växande pott som började på 75 miljoner, ursprungligen 50 miljoner. Drömvinsten introducerades 2005 .

## Drömvinsterna under den obegränsade perioden
Från 2005 till den 2 september 2025 var Drömvinsten en pott som växte efter varje dragning som saknade vinnare. Det gjorde att vinsterna hamnade bland de största lotterivinster som betalats ut i Sverige, endast i konkurrens med Eurojackpot, ett lotterispel där potten delas mellan spelbolag i många länder.
Den obegränsade Drömvinsten har fallit ut 35 gånger och kommer falla ut minst en gång till då potten, minst 75 miljoner, måste tömmas innan övergången.
Vinsterna har varit följande:
| Vinstrank | Vinst (SEK) | Ort           | Datum            |
| --------- | ----------- | ------------- | ---------------- |
| 14        | 122 860 699 | Visby         | 8 oktober 2005   |
| 31        | 80 984 392  | Enskede       | 11 mars 2006     |
| 36        | 59 590 245  | Täby          | 22 april 2006    |
| 27        | 93 368 465  | Trelleborg    | 9 september 2006 |
| 21        | 101 798 290 | Katrineholm   | 25 april 2007    |
| 10        | 134 703 155 | Saltsjöbaden  | 7 maj 2008       |
| 23        | 100 000 000 | Karlstad      | 30 juli 2008     |
| 17        | 110 551 909 | Helsingborg   | 27 december 2008 |
| 2         | 214 595 981 | Helsingborg   | 27 mars 2010     |
| 30        | 82 284 159  | Norrköping    | 17 april 2010    |
| 26        | 94 538 064  | Stockholm     | 19 juni 2010     |
| 34        | 79 241 221  | Huskvarna     | 3 juli 2010      |
| 33        | 79 554 941  | Rimbo         | 21 juli 2010     |
| 32        | 80 755 228  | Simrishamn    | 7 augusti 2010   |
| 19        | 103 044 299 | Vikmanshyttan | 20 november 2010 |
| 13        | 123 900 556 | Helsingborg   | 19 februari 2011 |
| 18        | 105 315 432 | Borås         | 18 juni 2011     |
| 11        | 134 097 732 | Storebro      | 18 januari 2012  |
| 1         | 237 697 528 | Norrköping    | 20 april 2013    |
| 8         | 151 999 213 | Stockholm     | 9 oktober 2013   |
| 5         | 187 776 430 | Farsta        | 16 augusti 2014  |
| 7         | 159 838 152 | Stockholm     | 4 juli 2015      |
| 24        | 99 136 363  | Åkersberga    | 3 oktober 2015   |
| 16        | 111 165 375 | Västerås      | 7 november 2015  |
| 12        | 127 600 939 | Luleå         | 21 maj 2016      |
| 20        | 102 193 513 | Täby          | 3 september 2016 |
| 15        | 117 829 165 | Uppsala       | 2 november 2016  |
| 3         | 208 358 982 | Partille      | 2 maj 2018       |
| 29        | 86 245 009  | Köping        | 4 augusti 2018   |
| 9         | 137 916 733 | Göteborg      | 19 februari 2020 |
| 35        | 78 578 876  | Solna kommun  | 11 mars 2020     |
| 28        | 87 123 077  | Örnsköldsvik  | 29 april 2020    |
| 25        | 97 674 122  | Arvika        | 18 november 2020 |
| 4         | 191 468 655 | Örebro        | 2 december 2023  |
| 22        | 101 395 537 | Jönköping     | 13 april 2024    |
| 6         | 160 952 939 | Hallands län  | 26 juli 2025     |

Sannolikheten för att vinna den obegränsade drömvinsten var 1 på 337 915 578 per lottorad, vilket ger en vinst på en kupong med 12 rader per 539 678 år. Anmärkningsvärt är att drömvinsten utföll sju gånger under 2010. I gengäld så utföll ingen drömvinst under 2009, 2017, 2019, 2021 eller 2022. Drömvinsten på drygt 237 miljoner som utföll den 20 april 2013 är den största spelvinsten på Lotto i Sverige genom tiderna. Utöver detta vann en svensk spelare nära 258 miljoner kronor på Eurojackpot den 20 juli 2018, och 562 miljoner på samma spel den 15 mars 2019.